# Theorema egregium
Il theorema egregium o teorema egregium è un risultato di geometria differenziale che afferma che la curvatura gaussiana {\displaystyle K} è una grandezza intrinseca di una superficie, conservata dalle trasformazioni isometriche locali.
In altre parole, la curvatura gaussiana è intrinseca alla superficie e indipendente dallo spazio ambiente, nonostante sia definita come prodotto delle curvature principali (il cui valore dipende da come la superficie è immersa dallo spazio ambiente).

## Origine
Il risultato è stato scoperto da Carl Friedrich Gauss e pubblicato nel 1827 nelle Disquisitiones generales circa superficies curvas, enunciato nel seguente modo:
(Karl Friedrich Gauss, Disquisitiones generales circa superficies curvas)
È chiamato dallo stesso Gauss theorema egregium (teorema egregio) per via dell'importanza del risultato: è un risultato tutt'altro che intuitivo e di grande valore. Una delle conseguenze immediate del teorema è il fatto che superfici con differente curvatura gaussiana non possono essere fra loro isometriche. Ad esempio, una sfera (che ha curvatura strettamente positiva) non può essere isometrica al piano (che ha curvatura nulla): per questo motivo ad esempio i planisferi presentano sempre delle distorsioni.
Il viceversa non è vero in generale: un controesempio è fornito dalla superficie di rotazione {\displaystyle \Phi } generata da una curva logaritmica e dall'elicoide {\displaystyle \Psi }:
{\displaystyle {\begin{aligned}\Phi \colon (u,v)&\mapsto (av\cos {u},av\sin {u},b\log {v});\\\Psi \colon (u,v)&\mapsto (av\cos {u},av\sin {u},bu).\end{aligned}}}
Le due superfici hanno la stessa curvatura gaussiana ma non sono isometriche. Tale implicazione vale solo nel caso le due superfici abbiano curvatura gaussiana uguale e costante (teorema di Minding). 

## Dimostrazione
La curvatura gaussiana di una superficie {\displaystyle M} in un punto è definita come il prodotto delle due curvature principali nel punto o, equivalentemente, come il determinante dell'hessiano di una parametrizzazione {\displaystyle f:A\subseteq \mathbb {R} ^{2}\to \mathbb {R} ^{3}} della superficie stessa.
I coefficienti della seconda forma fondamentale {\displaystyle (e,f,g)} sono esprimibili come:
{\displaystyle {\begin{aligned}e&=\langle x_{uu},N\rangle ={\dfrac {x_{uu}\cdot x_{u}\wedge x_{v}}{\sqrt {EG-F^{2}}}};\\f&=\langle x_{uv},N\rangle ={\dfrac {x_{uv}\cdot x_{u}\wedge x_{v}}{\sqrt {EG-F^{2}}}};\\g&=\langle x_{vv},N\rangle ={\dfrac {x_{vv}\cdot x_{u}\wedge x_{v}}{\sqrt {EG-F^{2}}}}.\end{aligned}}}
Sostituendo le precedenti nell'espressione
{\displaystyle K={\dfrac {eg-f^{2}}{EG-F^{2}}}}
si ottiene:
{\displaystyle K(EG-F^{2})^{2}=(eg-f^{2})(EG-F^{2})=(x_{uu}\cdot x_{u}\wedge x_{v})(x_{vv}\cdot x_{u}\wedge x_{v})-(x_{uv}\cdot x_{u}\wedge x_{v})^{2}.}
Si esprime ognuno dei fattori come determinante di prodotti di matrici (sfruttando l'invarianza del determinante rispetto alla trasposizione ed applicando il teorema di Binet), ottenendo:
{\displaystyle {\begin{aligned}K(EG-F^{2})^{2}&={\begin{vmatrix}x_{uu}\\x_{u}\\x_{v}\end{vmatrix}}{\begin{vmatrix}x_{vv}\\x_{u}\\x_{v}\end{vmatrix}}^{t}-{\begin{vmatrix}x_{uv}\\x_{u}\\x_{v}\end{vmatrix}}{\begin{vmatrix}x_{uv}\\x_{u}\\x_{v}\end{vmatrix}}^{t}=\\&={\begin{vmatrix}x_{uu}\cdot x_{vv}&x_{uu}\cdot x_{u}&x_{uu}\cdot x_{v}\\x_{vv}\cdot x_{u}&E&F\\x_{vv}\cdot x_{v}&F&G\end{vmatrix}}-{\begin{vmatrix}x_{uv}\cdot x_{uv}&x_{uv}\cdot x_{u}&x_{uv}\cdot x_{v}\\x_{uv}\cdot x_{u}&E&F\\x_{uv}\cdot x_{v}&F&G\end{vmatrix}}=\\&=(x_{uu}\cdot x_{vv}-x_{uv}\cdot x_{uv}){\begin{vmatrix}E&F\\F&G\end{vmatrix}}+{\begin{vmatrix}0&x_{uu}\cdot x_{u}&x_{uu}\cdot x_{v}\\x_{vv}\cdot x_{u}&E&F\\x_{vv}\cdot x_{v}&F&G\end{vmatrix}}+\\&-{\begin{vmatrix}0&x_{uv}\cdot x_{u}&x_{uv}\cdot x_{v}\\x_{uv}\cdot x_{u}&E&F\\x_{uv}\cdot x_{v}&F&G\end{vmatrix}}.\end{aligned}}}
Si considerano le seguenti identità (che si verificano direttamente derivando i coefficienti della prima forma fondamentale)
{\displaystyle {\begin{aligned}x_{uu}\cdot x_{u}={\frac {1}{2}}E_{u},&\quad x_{uv}\cdot x_{u}={\frac {1}{2}}E_{v},\\x_{vv}\cdot x_{v}={\frac {1}{2}}G_{v},&\quad x_{uu}\cdot x_{v}=F_{u}-{\frac {1}{2}}E_{v},\\x_{uv}\cdot x_{v}={\frac {1}{2}}G_{u},&\quad x_{vv}\cdot x_{u}=F_{v}-{\frac {1}{2}}G_{u},\end{aligned}}}
dalle quali si deduce:
{\displaystyle x_{uu}\cdot x_{vv}-x_{uv}\cdot x_{uv}={\dfrac {d}{dv}}(x_{uu}\cdot x_{v})-{\dfrac {d}{du}}(x_{uv}\cdot x_{v})=F_{uv}-{\frac {1}{2}}E_{vv}-{\frac {1}{2}}G_{uu}.}
Sostituendo nell'espressione ottenuta precedentemente si ha infine:
{\displaystyle K={\dfrac {1}{(EG-F^{2})^{2}}}\left\lbrace \left(F_{uv}-{\frac {1}{2}}E_{vv}-{\frac {1}{2}}G_{uu}\right){\begin{vmatrix}E&F\\F&G\end{vmatrix}}+{\begin{vmatrix}0&{\frac {1}{2}}E_{u}&F_{u}-{\frac {1}{2}}E_{v}\\F_{v}-{\frac {1}{2}}G_{u}&E&F\\{\frac {1}{2}}G_{v}&F&G\end{vmatrix}}-{\begin{vmatrix}0&{\frac {1}{2}}E_{v}&{\frac {1}{2}}G_{u}\\{\frac {1}{2}}E_{v}&E&F\\{\frac {1}{2}}G_{u}&F&G\end{vmatrix}}\right\rbrace .}
Avendo espresso {\displaystyle K} per mezzo di {\displaystyle E,F,G} e delle loro derivate prime e seconde (che sono funzioni invarianti per isometrie), si può concludere che anche {\displaystyle K} è invariante per isometrie.